# Robins Tchale-Watchou

a Compétitions nationales et continentales officielles uniquement.

b Matchs officiels uniquement.
Dernière mise à jour le 5 juillet 2017.
Robins Tchale-Watchou, né le 10 mai 1983 à Dschang, au Cameroun, est un joueur de rugby à XV camerounais qui évolue au poste de deuxième ligne au sein de l'effectif du MHR, après plusieurs saisons passées au FC Auch Gers, au Stade français ainsi qu'à l'USAP. Il est par ailleurs,  président de Provale, le Syndicat national des joueurs de rugby de 2014 à 2024.

## Biographie

### Débuts au Cameroun
Adolescent, Robins Tchale-Watchou pratique le basket-ball au lycée puis au sein de l’Université de Dschang au Cameroun. En 1999, il est remarqué par Olivier Vachiet, un ancien joueur de l’élite française de rugby à XV qui lui déclare : « Tu as le potentiel pour évoluer comme joueur de haut niveau » et à partir de cette remarque, il commence à ne jurer que par la balle ovale. Ainsi, il tourne définitivement le dos au basket malgré sa présence significative au sein de l’équipe de l’Université de Dschang. Encouragé par Olivier Vachiet, il se lance intensément dans les entraînements, regarde de nombreux matches de rugby à la vidéo et lit beaucoup de documents sur ce sport. Six mois après, son manager quitte brutalement le Cameroun. Bien que difficile à accepter, ce départ ne décourage pourtant pas le prometteur rugbyman qui continue à bosser dur pour valoriser les espoirs placés en lui.
Bénéficiant d’un encadrement particulier, sa réputation dépasse, en moins de deux ans, les frontières de son Dschang natal. En 2002, âgé de 19 ans, il est sélectionné dans l’équipe nationale de rugby du Cameroun. Positionné en deuxième ligne à l'occasion de sa deuxième sélection lors de la rencontre Cameroun-Ouganda à Douala, il réalise une performance impressionnante et se montre décisif dans la victoire des Lions (17-0). Cela lui permettra de consolider sa place au sein de la sélection dont il devient rapidement un titulaire indispensable et le vice-capitaine. Une ascension due principalement à son exceptionnel potentiel technique et psychologique, comme le témoigne, son entraîneur Augustin Kenmoé : « C’est un meilleur joueur de devant. Il est apte dans les relances et les plaquages. Et sait se positionner sur un terrain. En plus, il est communicatif et rassembleur ». Des qualités reconnues par Francois Tontsa et Réné Leg, alors respectivement directeur technique national et entraîneur de la sélection camerounaise.

### Carrière en France
Il tente sa chance en France en 2005 en rejoignant le club de Pro D2 d'Aurillac dans lequel il s'impose rapidement malgré la relégation de son club en fin de saison. Il rejoint ensuite le club de l'UA Gaillac, continuant ainsi son apprentissage du rugby professionnel. Hélas, il est contraint de quitter le club à la suite de sa rétrogradation administrative fin 2006.

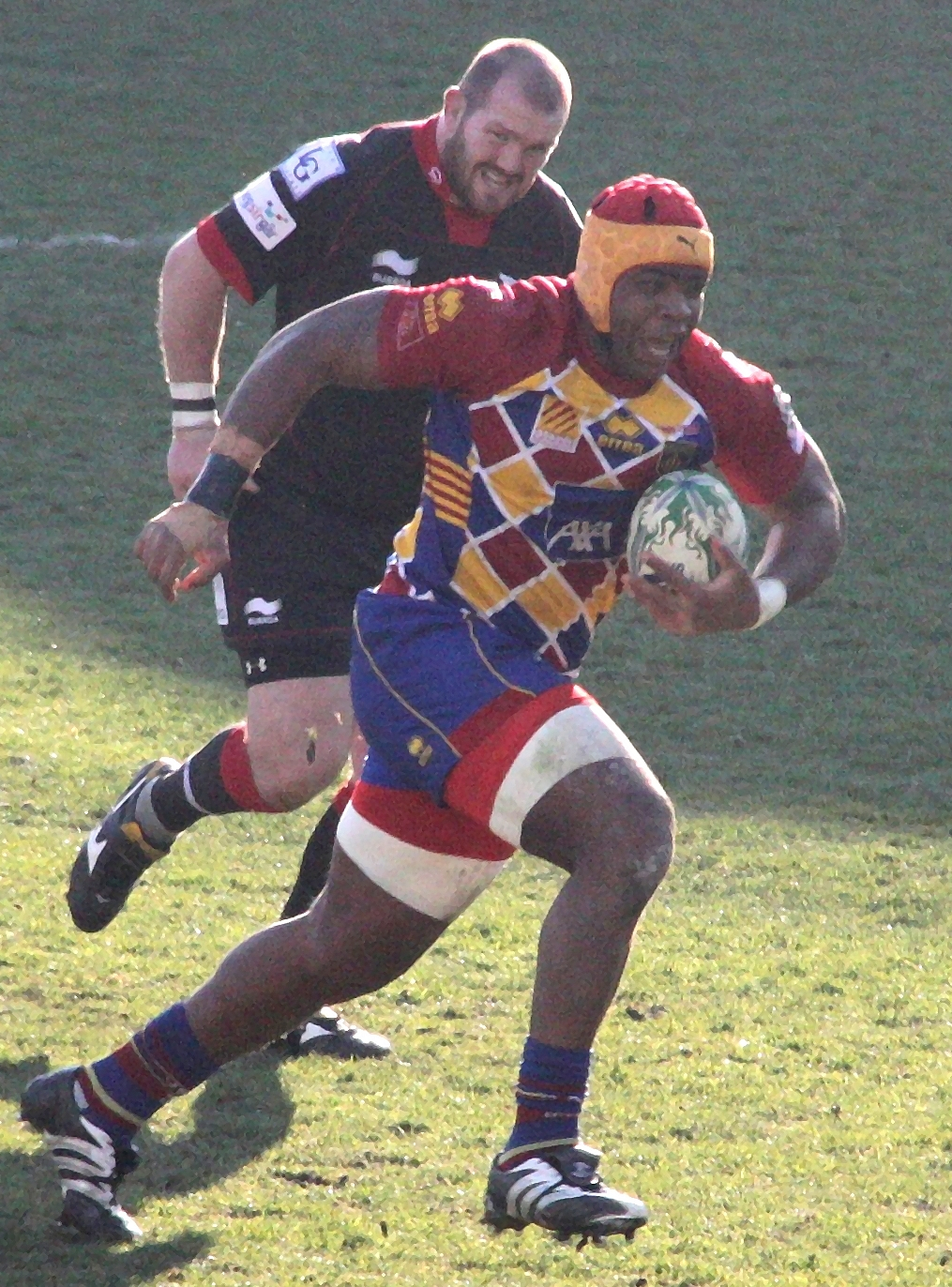
Robins Tchale-Watchou avec le maillot de l'USA Perpignan.

La saison 2007-2008 lui offre la possibilité d'éclater aux yeux des spécialistes en intégrant pour la première fois le Top 14 et le club du FC Auch Gers. Sa bonne saison lui ouvre ensuite les portes du Stade français pour la saison 2008-2009. À la veille de l'ouverture de la saison suivante, il est recruté par l'Union sportive arlequins perpignanais (USAP) et il fait rapidement son trou au sein de l'effectif de l'équipe tenant du titre de champion de France notamment grâce à son esprit guerrier correspondant à son nouveau club. Tchou Tchou comme le surnomme affectueusement les supporters catalans prolonge son contrat de trois ans avec l'USAP en décembre 2009.
En novembre 2010, il est invité avec les Barbarians français pour jouer un match contre les Tonga au Stade des Alpes à Grenoble. Ce match est aussi le jubilé de Jean-Baptiste Elissalde. Les Baa-Baas s'inclinent 27 à 28.
En juin 2012, il participe à la tournée des Barbarians français au Japon pour jouer deux matchs contre l'équipe nationale nippone à Tokyo. Les Baa-Baas l'emportent 40 à 21 puis 51 à 18.
Il rejoint Montpellier à partir de la saison 2013-2014.
En novembre 2013, il est de nouveau sélectionné avec les Barbarians français pour affronter les Samoa au Stade Marcel-Michelin de Clermont-Ferrand. En novembre 2014, il est de nouveau sélectionné avec les Baabaas pour affronter la Namibie au Stade Mayol de Toulon.
À la fin de la saison 2016-2017, alors qu'il est encore sous contrat avec le Montpellier Hérault rugby, le président Mohed Altrad lui signifie qu'il ne sera pas conservé dans l'effectif la saison suivante, il décide alors de mettre un terme à sa carrière sportive.

### Dirigeant de Provale
En octobre 2010, Robins Tchale-Watchou intègre le comité directeur de Provale, le Syndicat national des joueurs de rugby. En octobre 2012, il devient le 2e vice-président du syndicat.
Lors de l'assemblée générale du 6 octobre 2014, il est élu président de Provale.
À partir de 2016, il est également vice-président de la Fédération Nationale des Associations et des Syndicats de Sportifs, le syndicat des footballeurs, rugbymen, basketteurs, handballeurs et cyclistes. Le 31 janvier 2019, il est élu président de cette fédération pour un mandat de 2 ans, puis réélu en 2021. En juillet 2017, il est également élu membre du Board de l'IRPA (l'association internationale des joueurs de rugby) où il prend en charge les relations avec l'ensemble des fédérations.
Le 9 janvier 2019, il est réélu pour un nouveau mandat de 4 ans à la tête de Provale.
Le 9 juin 2022, une enquête du journal L'Équipe révèle qu'une dizaine de salariés sont partis ou ont été licenciés de Provale dans un climat jugé nauséabond et entretenu par son Président, dont les émoluments font aussi polémique.
En mai 2024, Malik Hamadache lui succède à la tête du syndicat.

### Directeur général de Vivendi Sports
En 2018, il devient directeur général de Vivendi Sports, entité de Vivendi Village dont l’objectif est de concevoir et d’organiser des événements sportifs sur le continent africain. À ce titre, il est notamment directeur du Tour de l'Espoir, une course cycliste réservée aux moins de 23 ans et disputée pour ces deux premières éditions dans son pays natal, au Cameroun.

## Carrière
- Dschang University Rugby (université)  Cameroun
- 2005-2006 : Stade aurillacois
- 2006-2007 : UA Gaillac
- 2007-2008 : FC Auch Gers
- 2008-2009 : Stade français Paris
- 2009-2013 : USA Perpignan
- 2013-2017 : Montpellier Hérault rugby

## Palmarès
- International camerounais.
- En club :

Avec l’USA Perpignan
- Championnat de France Top 14 :
  - Finaliste (1) : 2010.

Avec Montpellier
- Challenge européen :
  - Vainqueur (1) : 2016